# Hendersonville (Carolina del Nord)
Hendersonville és una població dels Estats Units i seu del comtat de Henderson a l'estat de Carolina del Nord. Segons el cens del 2000 tenia 10.420 habitants.

## Demografia
Segons el cens del 2000, Hendersonville tenia 10.421 habitants, 4.579 habitatges i 2.555 famílies. La densitat de població era de 675 habitants per km².
Dels 4.579 habitatges en un 20,7% hi vivien nens de menys de 18 anys, en un 39,6% hi vivien parelles casades, en un 12,9% dones solteres, i en un 44,2% no eren unitats familiars. En el 40,1% dels habitatges hi vivien persones soles el 22,1% de les quals corresponia a persones de 65 anys o més que vivien soles. El nombre mitjà de persones vivint en cada habitatge era de 2,1 i el nombre mitjà de persones que vivien en cada família era de 2,8.
Per edats la població es repartia de la següent manera: un 19,3% tenia menys de 18 anys, un 7,5% entre 18 i 24, un 22,8% entre 25 i 44, un 19,3% de 45 a 60 i un 31,2% 65 anys o més.
L'edat mediana era de 45 anys. Per cada 100 dones de 18 o més anys hi havia 76,6 homes.
La renda mediana per habitatge era de 30.357 $ i la renda mediana per família de 39.111 $. Els homes tenien una renda mediana de 30.458 $ mentre que les dones 22.770 $. La renda per capita de la població era de 19.926 $. Entorn del 13,3% de les famílies i el 16,8% de la població estaven per davall del llindar de pobresa.

## Poblacions més properes
El següent diagrama mostra les poblacions més properes.